# Ipoteza zoo
Ipoteza „grădină zoologică” este una din mai multele încercări de a da un răspuns la paradoxul lui Fermi - cu privire la lipsa evidentă de dovezi în sprijinul existenței vieții extraterestre mai mult sau mai puțin avansate. Conform acestei ipoteze, extratereștrii ar evita în general prezența lor pe Pământ, ei nu se fac cunoscuți omenirii sau o evită, dar exercită o influență asupra dezvoltării umane. Se poate face o asemănare cu zoologii și îngrijitorii de la zoo, care, atunci când o examinare mai apropiată ar compromite proiectul, observă sau studiază animalele în mod discret, de la mare depărtare . 
Susținătorii acestei ipoteze consideră că Pământul și oamenii sunt supravegheați în secret cu ajutorul unor echipamente aflate pe Pământ sau în altă locație din Sistemul Solar, echipamente care transmit informații către observatori. Este, de asemenea, sugerat că va avea loc și un contact evident în cele din urmă, atunci când omenirea va ajunge la un anumit nivel de dezvoltare. 

## În ficțiune
- Manuscrisul nepublicat  din 1915 al lui Charles Fort, denumit romanul X, descrie modul în care ființe marțiene sau evenimente marțiene controlează viața de pe Pământ. Fort a ars manuscrisul, dar un citat care a supraviețuit spune că: Pământul este o fermă. Suntem proprietatea altcuiva. Un alt manuscris nepublicat din 1915, romanul Y, relatează despre o civilizație care a existat la Polul Sud [3].

- În romanul lui Olaf Stapledon din 1937, Star Maker, cea mai mare grijă a rasei Symbiont este să păstreze existența sa ascunsă civilizațiilor pre-utopice primitive, pentru ca nu cumva să-și piardă independența gândirii lor. Numai când una din astfel de lumi atinge nivelul utopic, călători spațiali Symbiont îi contactează și îi consideră egalii lor.

- În romanul lui Arthur C. Clarke din 1953, Childhood's End (Sfârșitul copilăriei), civilizații extraterestre au observat și înregistrat evoluția Pământului și istoria umană de-a lungul a mii (poate milioane) de ani. La începutul cărții, atunci când omenirea este pe cale să atingă zborul spațial, extratereștrii își dezvăluie existența lor și repede fac să înceteze cursa înarmărilor, colonialismul, segregația rasială și Războiul Rece.